# Sexuella övergreppen under We Are Sthlm
De sexuella övergreppen under We Are Sthlm avser de sexualbrott (bland annat flera fall av sexuella ofredanden) som unga kvinnliga festivalbesökare utsattes för vid ungdomsfestivalen We Are Sthlm i Kungsträdgården i Stockholm sommaren 2015. De sexuella övergreppen väckte uppmärksamhet när de fem månader senare, i januari 2016, kom till allmänhetens kännedom. När övergreppen uppdagades kritiserades både polis och media för att inte ha gjort mer för att belysa och följa upp händelsen.

## Bakgrund
Arrangören hade känt till att det förekommit övergrepp tidigare år,:6 men sedan 2014 uppmärksammade man ett nytt tillvägagångssätt där grupper av killar omringade och ofredade tjejer. Efter massövergreppen i Köln nyårsafton 2015 skrev tyska tidningar om tillvägagångssättet som i arabiska länder kallas taharrush gamea.

## Övergreppen
Under polisens förberedelser inför festivalen 2015 fördes interna diskussioner att "Det har varit mycket sexuella ofredanden tidigare år. Det rör sig om killar som tafsat på tjejer".:5 Enligt polisen:6 (och senare Dagens Nyheter) var ensamkommande överrepresenterade som gärningsmän. Expressen skrev i januari 2016 om de övergrepp som ledde till en anmälan (30 stycken 2014 och 2015), att vid hälften av dessa var gärningsmannen okänd, av dessa sades i flera anmälningar inget om gärningsmannens etnicitet, att ingen av gärningsmännen benämndes med just termen "ensamkommande", samt att mörkertalet var stort. Frågan om förövarnas etnicitet kom senare att spela en stor roll i debatten om mediarapporteringen.
Rapporter om sexbrott mot kvinnliga besökare inkom tidigt under festivalen och problemen uppstod så fort konserterna startade.
Antalet sexualbrott under festivalen ökade till 19 stycken år 2015 (från 13 stycken år 2014).:8 Antalet anmälningar var få i relation till antalet misstänkta brott och svårigheten att peka ut vem som gjort vad ledde till att polisens strategi istället blev att avvisa misstänkta från området med stöd av ordningslagen. Totalt genomfördes 270 avlägsnanden.:12 Polisen kunde inte uppge hur många av dessa som specifikt syftade till att förhindra sexuella trakasserier, men kommenterade att det framstod som "högst sannolikt att polisens arbete i denna del förhindrade ett betydande antal övergrepp som annars hade ägt rum.":12 Mycket resurser gick åt till att trösta offer och därefter hjälpa dem hem.
Polisinsatschefen summerade övergreppen under festivalen 2015 bland annat med att "De sexuella ofredandena har som tidigare år varit ett stort problem. [...] Kritik har riktats mot kommenderingen avseende [...] att man anser att alltför ringa förstahandsåtgärder vidtas.":9 Han förklarade kvalitetsbristen med personalbrist.:9 Efter festivalen sammanställde polisen en förteckning över 20 ärenden om sexuellt ofredande.:10 Endast ett ledde till åtal,:11 vilket inte förvånade polisen då brotten var svåra att utreda på grund av trängsel, avsaknad av stödbevisning (som vittnen) samt att några målsägande valde att inte medverka i utredningsarbetet.:12

## Rapporteringen i augusti 2015
Sveriges Radio gjorde ett inslag tidigt under festivalen, den 12 augusti, där man pratade om att det tidigare år hade varit problem under festivalen, men utelämnade omfattningen, uppgifter om det speciella tillvägagångssättet (att omringa offren), samt att förövarna ska ha varit flyktingungdomar.:4m33s Inga andra medier följde efter och Sveriges Radio gjorde själva ingen uppföljning av rapporteringen.
Efter evenemanget publicerade polisen en artikel där de summerade arrangemanget: "Enligt Stockholms stad har 850 000 deltagare besökt evenemangen We Are Sthlm och Kulturfestivalen (...) Det har varit förhållandevis få brott och få omhändertagande med tanke på deltagarantalet.":2
Dagens Nyheter kontaktades två dagar efter festivalen av en psykolog som berättade vad som hänt och tidningen söktes även upprepade gånger av en polisinspektör, men följde inte upp nyheten. Enligt psykologen tipsades även Svenska Dagbladet men när tidningen inte återkom drog denne slutsatsen att ämnet var tabu.
Författaren (och vid tiden centerpartistiske politikern) Tommy Deogan bloggade den 16 augusti 2015 om att ha bevittnat övergrepp under festivalen, men rapportering i större medier uteblev. Deogan sade 2018 att en av anledningarna till att han senare lämnade Centerpartiet var att partiet valde att hålla tyst om sextrakasserierna i Stockholm.

## Rapporteringen i januari 2016
I samband med övergreppen i Köln nyårsafton 2015 kritiserade Dagens Nyheter den 7 januari 2016 tysk media och polis för att ha tystat ned händelserna i Köln genom att inte omgående rapportera om dem, och att det tagit flera dagar innan uppgifterna blev allmänt kända. En skribent på ledarredaktionen föreslog att det tips som hade inkommit till tidningen i augusti borde kollas en gång till.
Lasse Wierup skrev den 9 januari "Varför de omfattande sextrakasserierna mitt i centrala Stockholm, med något litet undantag, hamnade i medieskugga är för mig oklart."
Kvällen den 9 januari 2016 skrev Chang Frick vid Nyheter Idag att Dagens Nyheter hade tipsats i augusti 2015, men att de trots detta inte hade gått vidare med nyheten, uppgifter som senare kom att bekräftas av den norska branschtidningen Journalisten genom att undersöka det källmaterial som Frick erbjöd media den 13 januari 2016.
Dagens Nyheter medgav att man mottagit tips efter festivalen men sade att det tips man mottagit inte hade gått att bekräfta (till exempel det i tipset att många hade gripits), och kritiserade i sin tur polisen (i flera artiklar), vilka de menade hade mörklagt händelsen. En polischef sade till Dagens Nyheter att "vi vågar ibland inte säga som det är för att vi tror att det spelar Sverigedemokraterna i händerna." Tidigare överåklagaren Sven-Erik Alhem sade att "det finns en rädsla för att uttala sig om något som kan uppfattas som främlingsfientlighet". Rikspolischefen Dan Eliasson lovade att utreda händelsen. Polisens talesperson Varg Gyllander, som talat med polisens presskommunikatörer som arbetade under festivalen, sade att de inte hade kontaktats av media angående övergreppen. Även om han var självkritisk till polisens kommunikation så menade han att Dagens Nyheter borde ha kunnat berätta om historien även utan att polisen officiellt hade gjort det själva. Gyllander sade att media, liksom polisen, led av självcensur men att polisen inte medvetet hade mörkat händelserna. Både polis och Dagens Nyheter hade intressen av att skylla på varandra.
Statsminister Stefan Löfven kritiserade polisen för att inte ha informerat om händelserna och beskrev det som ett dubbelt svek mot de utsatta kvinnorna: "Det ena är att brott inte har blivit lagförda, det andra att polisen inte har informerat om det". Moderaten och tidigare justitieministern Beatrice Ask sade att det inte räckte med att avvisa gärningsmän från evenemanget och att uppträdandet måste stävjas snabbt.
Dagens Nyheters redaktionschef Caspar Opitz sade om kunskapen om fenomenet och brottstypen att "Det är extremt många personer som har vetat om det här. Tänk hur många journalister som bevakar den här festivalen. Det gjorde vi också. Jag tror att alla stora tidningar hade reportrar och recensenter... Och det är det som är så förvånande att det inte har nått medierna. Det har inte nått de etablerade medierna och det har inte heller nått alternativmedierna [...] som inte heller har rapporterat om det här. Det är förvånande att detta inte har blivit en nyhet men den har vi kollektivt missat.":11m32s
I debatten som följde fick Nyheter Idag knappt komma till tals och stämplades istället som högerextrem. Kritiken mot media avskrevs som ett drev. Helena Giertta, chefredaktör på den svenska branschtidningen Journalisten, menade att kritiken mot Dagens Nyheter var en attack på alla journalister från nationalistiska, högerextrema, invandringsfientliga krafter och skrev "De vill inte ha oberoende medier, som berättar hur det är."
Norska tidningen Journalisten genomförde långa telefonintervjuer med Nyheter Idags källor och bedömde dem som trovärdiga. Polismannen sade att "Man vill inte beskriva verkligheten som den är. Den är obekväm och stämmer inte överens med det man har bestämt sig för. Det är som om propaganda rullas ut." Dagens Nyheters redaktionschef ville inte till den norska Journalisten kommentera deras granskning och avfärdade kritiken som "anklagelser från en högerpopulistisk hatsajt".
Medierna i Sveriges Radio menade att förövarnas taktik att omringa offren, som uppmärksammades efter övergreppen i Köln nyårsnatten 2015/2016, gav övergreppen under We Are Sthlm sommaren 2015 ett nyhetsvärde som de tidigare saknade.:29m Peter Santesson, opinionschef vid Demoskop, sade att förutsättningarna för samhällsdebatten om flyktingsituationen i Sverige snabbt hade förflyttats efter att Regeringen Löfven I under hösten 2015 helt lade om migrationspolitiken.:31m04s Santesson sade att diskussioner, politiska förslag och nyhetsartiklar som kom i november-december 2015 hade mötts av ett ramaskri om de hade kommit under augusti-september 2015.:31m41s
Polisen var i februari i viss mån självkritisk till att inte ha "spridit information till allmänheten om att unga flickor som besökt We Are Sthlm löpte en förhöjd risk att utsättas för sexuella ofredanden." Senare samma år delade man ut armband till ungdomar med texten "#tafsainte".
Stockholm stads evenemangschef sade att man tagit tag i problemet, bland annat genom att utbilda personalen i värdegrund och förstärka säkerhetsavdelningen. Han sade att det inte var fråga om en mörkläggning utan att händelsen fått ny uppmärksamhet i samband med nya och liknande händelser i Köln och Helsingfors.

## Senare rapportering
KBT-terapeuten Anosh Ghasri skrev i juni 2017 att för att förstå förövarnas beteende måste man förstå den betydelse som den sociala skammen spelar i gruppcentrerade samhällen där straff utdelas kollektivt, och hur den sätts ur spel i sammanhang där individerna är skilda från de nätverk som annars reglerar deras beteende.
Kajsa Norman släppte 2018 reportageboken En alldeles svensk historia. Boken släpptes först på engelska och senare, efter vissa svårigheter, 2019 på svenska. Boken tar avstamp i sexövergreppen under festivalen sommaren 2015, men handlar egentligen om hur uppgifterna vid tiden inte kom till allmänhetens kännedom.
I en intervju 2019 kommenterade Norman att den uteblivna rapporteringen kan ha berott på att det, under migrationskrisen 2015, var komplicerat att beskriva att de misstänkta förövarna i huvudsak bedömdes vara ensamkommande flyktingbarn då det mediala narrativet främst var inriktat på att uppmuntra till solidaritet. Att ett offer även kan vara en förövare blev en för komplicerad berättelse i medielogiken och det blev därför lättare att inte rapportera alls. Norman sade att problemet låg i konformiteten och hela samhällets kollektiva tystnad: media, polis, arrangörer och föräldrar.:41m50s Hon ifrågasatte att ingen svensk media hade tagit Chang Fricks erbjudande att kontrollera hans källmaterial.:1h08m35
Händelsen skildras även i boken Sverigevänner: ett reportage om det svenska nätkriget (2020), av Jonathan Lundberg.

## Fotnoter

### Anmärkningslista
1. ↑  "Man vil ikke beskrive virkeligheten som den er. Den er ubekvem og stemmer ikke overens med det man har bestemt seg for. Det er som om propaganda rulles ut."[10]